# NGC 288
NGC 288 är en klotformig stjärnhop i stjärnbild Bildhuggaren. Den ligger ca 1,8° sydost om galaxen NGC 253, 37 bågminuter nord-nordost om södra galaktiska polen, 15 bågminuter syd-sydost om en stjärna av 9:e magnituden, och omfattas av en halvcirkelformad kedja av stjärnor öppnad på dess sydvästra sida. Hopen upptäcktes i 27 oktober 1785 av William Herschel. Dess visuella utseende beskrevs av John Dreyer 1888.

## Egenskaper
NGC 288 är inte särskilt koncentrerad och har en väl upplöst, 3 bågminuter stor, tät kärna som är omgiven av en mycket mer diffus och oregelbunden diameterring på 9 bågminuter. Perifera stjärnor i hopen sprider mer och mer utåt mot söder och speciellt sydväst.